# أبو منجل أسود الرأس
أبو منجل الأسود الرأس (Threskiornis melanocephalus)هو طائر يتنمي لأسرة Threskiornis التي تنتمي لعائلة أبو منجليات ، ويتواجد في جنوب آسيا وجنوب شرق آسيا من باكستان إلى الهند ، وسريلانكا وتصل شرقا إلى اليابان. وتبني عشها في شجرة بمجموعة أغصان وتضع من البيض 2-4.

## الوصف
- ولهذا الطائر ريش لونه أبيض ويتميز عن باقي فصيلته برأسه الأسود والذي أخذ منه شهرته ، أصلع الرأس والرقبة والساقين ولونها كلها أسود

## مناطق تواجده
- هو يتواجد في الأراضي الرطبة والمستنقعات الداخلية والساحل ، حيث يتغذى على الأسماك المختلفة ، والضفادع والمخلوقات المائية الأخرى ، فضلا عن الحشرات .

## معرض صور

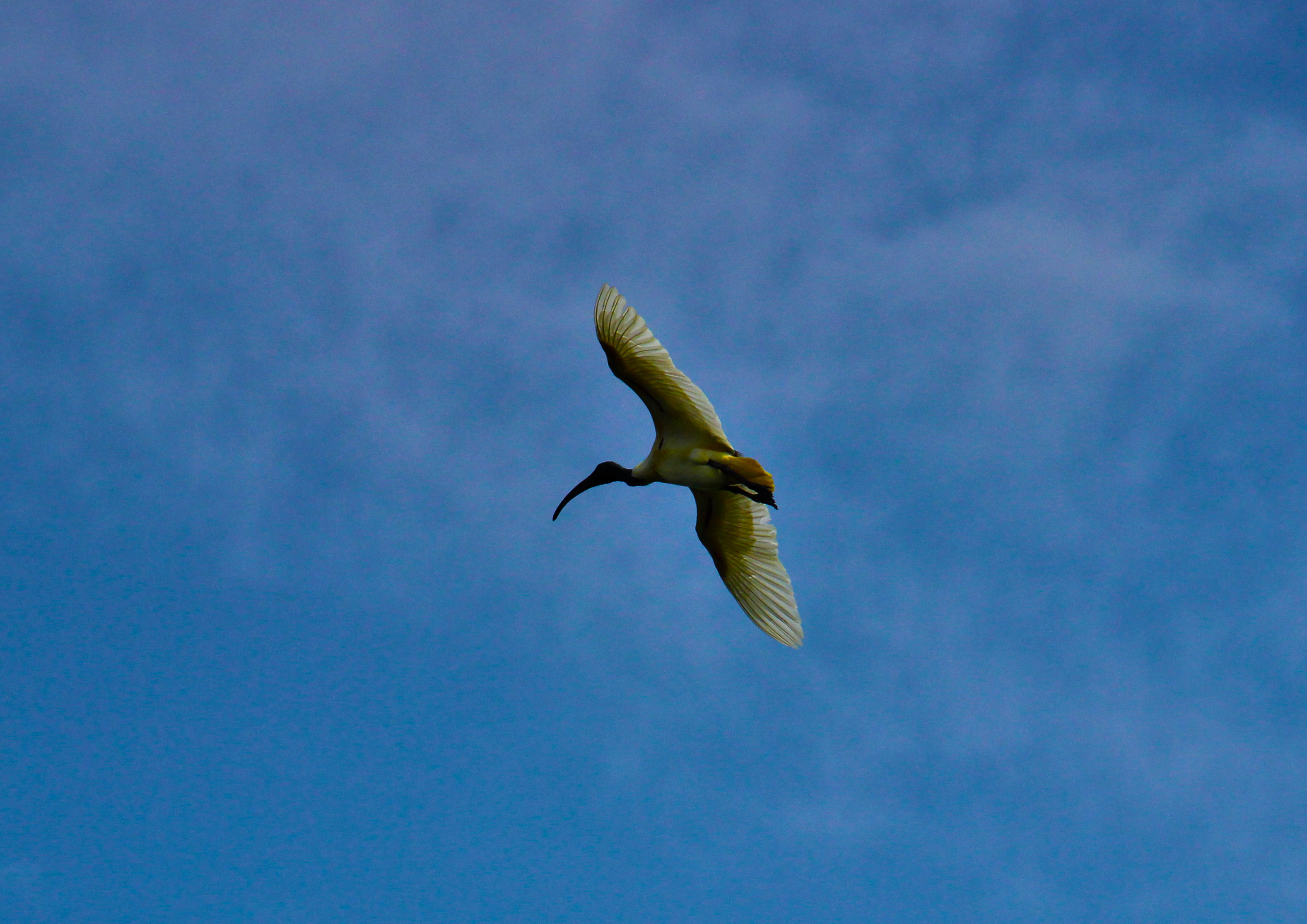
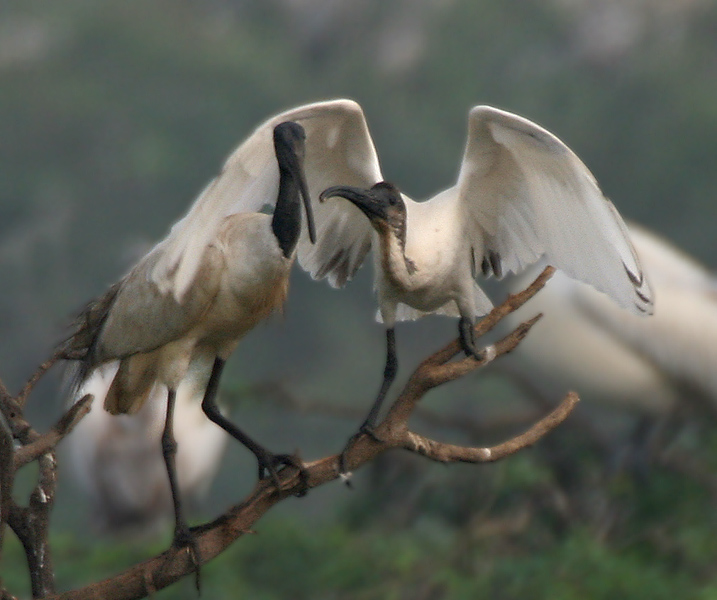
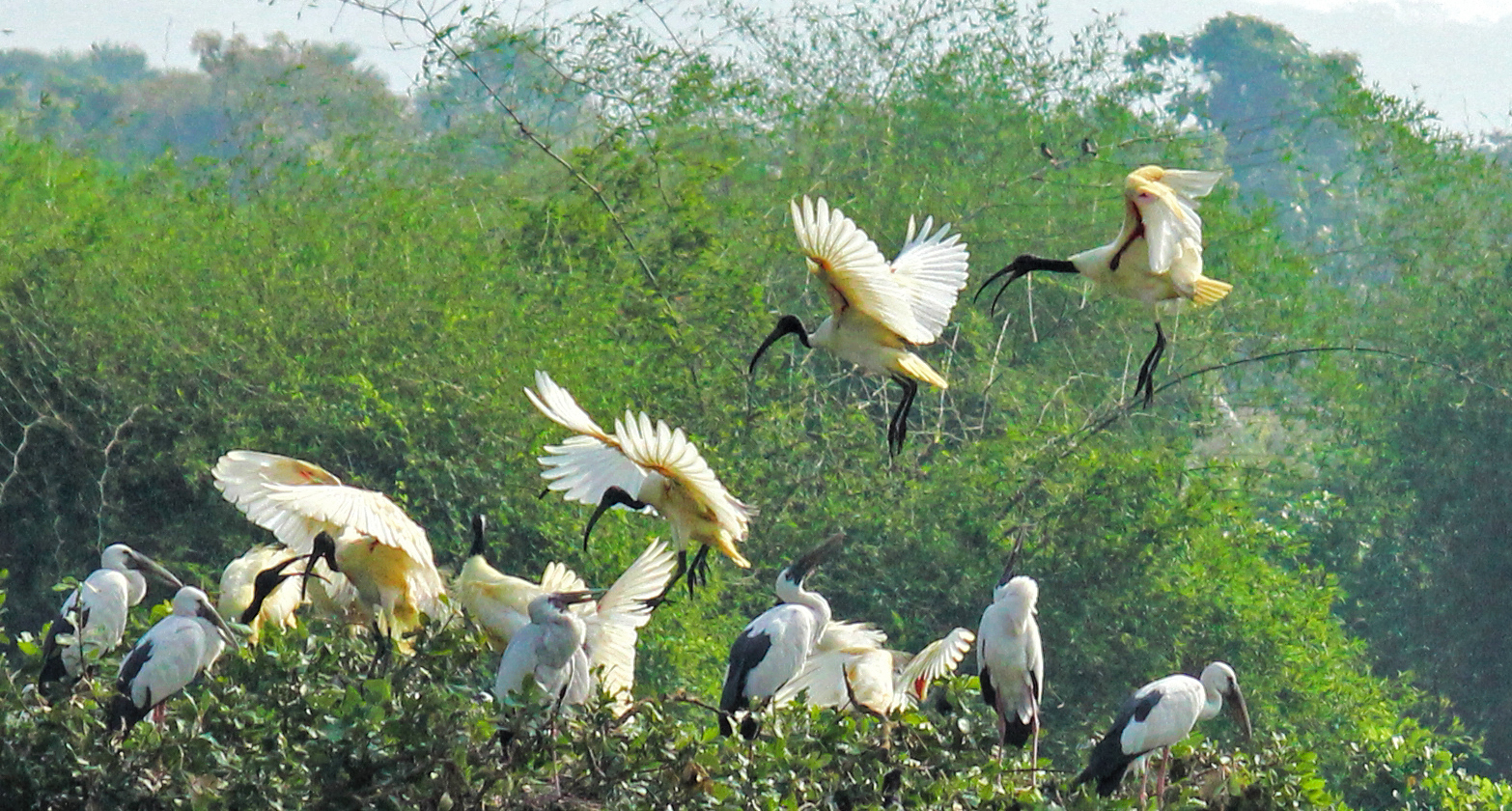
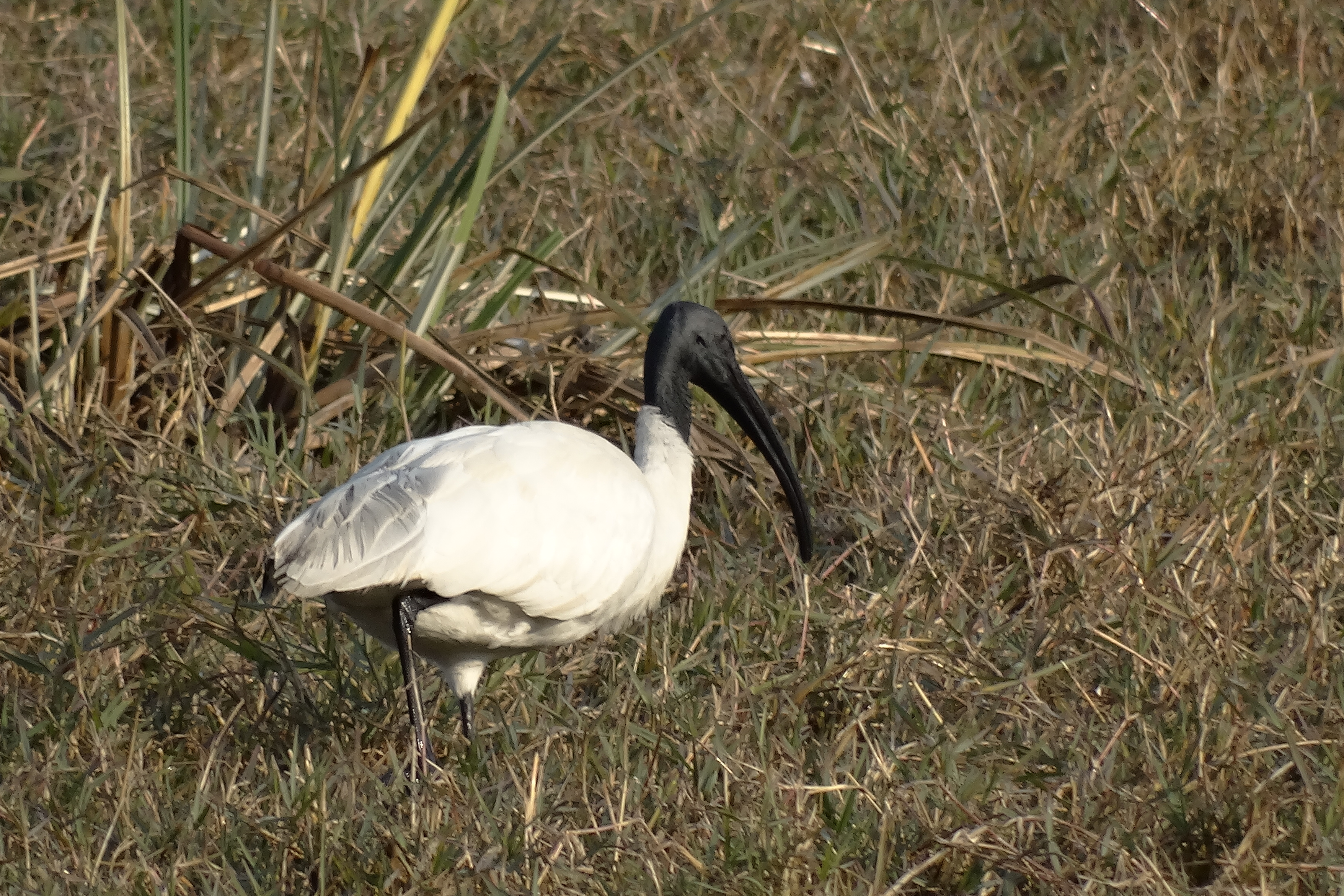